# Alianza Popular (Costa Rica)
La Coalición Alianza Popular fue una coalición electoral de izquierdas que participó en las elecciones generales de Costa Rica de 1986 tras la salida de distintos movimientos de izquierda de la coalición Pueblo Unido, hasta entonces la que agrupaba a la mayor parte de la izquierda marxista del país. Mientras que en Pueblo Unido permaneció el Partido de los Trabajadores y el Partido Socialista Costarricense quienes postulan a Álvaro Montero Mejía a Alianza Popular se suman Vanguardia Popular y el Frente Amplio Democrático. Obteniendo un diputado cada coalición.

## Candidatos presidenciales
| Elecciones presidenciales |           |                                 |                |          |
| Año                       | Candidato | Candidato                       | %              | Posición |
| 1986                      | 9 099     | Rodrigo Alberto Gutiérrez Sáenz | \| \| 3.3 % \| | 3°       |
|                           | 3.3 %     |                                 |                |          |

## Elecciones legislativas
| Año  | Asamblea | Asamblea        | Asamblea |
| Año  | Votos    | %               | Escaños  |
| ---- | -------- | --------------- | -------- |
| 1986 | 28 551   | \| \| 2.44 % \| | 1/57     |
|      | 2.44 %   |                 |          |